# Lygia Clark
Lygia Clark, pseudônimo de Lygia Pimentel Lins (Belo Horizonte, 23 de outubro de 1920 – Rio de Janeiro, 25 de abril de 1988), foi uma pintora e escultora brasileira contemporânea que se autointitulava "não artista".

## Biografia
Lygia Clark iniciou seus estudos artísticos em 1947, no Rio de Janeiro, sob a orientação de Roberto Burle Marx e Zélia Salgado. Em 1950, Clark viajou a Paris onde estudou com Arpad Szènes, Dobrinsky e Léger. A artista dedicou-se ao estudo de escadas e desenhos de seus filhos, assim como realizou os seus primeiros óleos. Após sua primeira exposição individual, no Institut Endoplastique, em Paris, no ano de 1952, a artista retornou ao Rio de Janeiro e expôs no Ministério da Educação e Cultura.
Clark foi uma das fundadoras do Grupo Frente que foi criado em 1954. Dedicando-se ao estudo do espaço e da materialidade do ritmo, ela se uniu a Décio Vieira, Rubem Ludolf, Abraham Palatnik, João José da Costa, entre outros.
“Superfícies Moduladas, 1952-57” e “Planos em Superfície Modulada, 1956-58” (suporte). Lygia ainda participou, em 1954, com a série “Composições”, da Bienal de Veneza – fato que se repetiria, em 1968, quando foi convidada a expor, em sala especial, toda a sua trajetória artística até aquele momento.
A artista trabalhou com instalações e Body art. Em 1954, incorporou como elemento plástico a moldura em suas obras, como por exemplo em "Composição n.º 5". Suas pesquisas voltaram-se para a linha orgânica, que aparece na junção entre dois planos, como a que fica entre a tela e a moldura. Entre 1957 e 1959, Clark realizou composições em preto e branco, formadas por placas de madeira justapostas, recobertas com tinta industrial aplicada a pistola, nas quais a linha orgânica se evidencia ou desaparece de acordo com as cores utilizadas.
A poética de Lygia Clark caminha no sentido da não representação e da superação do suporte. Propõe a desmistificação da arte e do artista e a desalienação do espectador, que finalmente compartilha a criação da obra.
Em 1959, integrou a I Exposição de Arte Neoconcreta, assinando o Manifesto Neoconcreto, ao lado de Amílcar de Castro, Ferreira Gullar, Franz Weissmann, Lygia Pape, Reynaldo Jardim e Theon Spanudis. Clark propôs com a sua obra, que a pintura não se sustentava mais em seu suporte tradicional. Procura novos voos. Nas “Unidades, 1959”, moldura e “espaço pictórico” se confundem, um invadindo o outro, quando Clark pinta a moldura da cor da tela. É o que a artista chama de “linha orgânica”, em 1954.
A experiência com a maleabilidade de materiais duros converte-se em material flexível. Lygia Clark chegou à matéria mole: deixou de lado a matéria dura (a madeira), passou pelo metal flexível dos “Bichos” e chegou à borracha na “Obra Mole, 1964”. A transferência de poder, do artista para o propositor, tem um novo limite em “Caminhando, 1963”. Cortar a fita significava, além da questão da “poética da transferência”, desligar-se da tradição da arte concreta, já que a “Unidade Tripartida, 1948-49”, de Max Bill, ícone da herança construtivista no Brasil, era constituída simbolicamente por uma fita de Moebius. Esta fita distorcida na “Obra Mole” agora é recortada no “Caminhando”. Era uma situação limite e o início claro de num novo paradigma nas Artes Visuais brasileiras. O objeto não estava mais fora do corpo, mas era o próprio “corpo” que interessava a Lygia.
Em sua proposição "Baba Antropofágica", de 1973, os fios de linha que caem gradualmente formam uma rede ou malha que cobre horizontalmente o participante. Uma vez que os carretéis são esvaziados, todo mundo abre os olhos e “reconecta” com a baba separando os fios molhados até que a malha seja desfeita. A “destruição” dessa malha é feita com agressividade, euforia e, até mesmo, dor, porque os fios são difíceis de quebrar; ele é seguido por uma discussão. O ato deve ser repetido várias vezes de modo que possa ser experimentado em diferentes formas e não se limita a uma interpretação ou experiência. O carretel girando faz com que a boca produza saliva extra, que capture as roscas e absorva-as, de modo que cada participante babe sobre a pessoa abaixo. O ato de puxar o fio para fora de sua boca chama a atenção ao fato de trazer algo de dentro para fora. De acordo com Clark, os participantes “primeiro sentem que estão puxando o fio para fora, em seguida, eles começam a perceber que estão puxando suas próprias tripas”.
A partir de um sonho, Clark, para quem a psicanálise foi uma constante referência, elabora a instrução oral que indica que carretéis de fios de costura são colocados na boca dos participantes, e estes vão retirando os fios continuamente de suas bocas, e deixando-os cair sobre o corpo de um outro participante. A substância da vida, como no sonho, vai sendo derramada, ou dada para aquele que, passivamente, a recebe. Como em todas as proposições, Clark faz a instrução linguística para a ação que deve ser desempenhada (performada) pelos participantes. Clark intenta abordar uma espécie de perda da substância. A perda da substância nos remete à perda da autoria da obra, a qual torna-se tão relevante.
"Baba Antropofágica" não possui na essência da proposição o cuspe ou a saliva, pois para Clark essa baba é capaz de nutrir-se do corpo do outro; ao contrário do cuspe que remete a desprezo, e a saliva tem a função de auxílio na mastigação. Essa proposição reverbera o poder e a energia no que é abjeto e nos dá nojo e repulsa.
Lygia Clark acreditava que arte e terapia psicológica andavam de mãos dadas. Tanto que, com base em objetos manuseáveis que criava ou recolhia da natureza, como balões de ar, sacos de terra e água e até pedras, pensava ter o dom de curar os males da alma. Conforme uma sessão de terapia em Sorbonne na década de 70, após uma jovem cair em transe, Clark diz que ela não tinha preparo psicológico para suportar os exercícios de sensibilização e relaxação porque estes liberam conteúdos reprimidos e a imaginação dos que participam.
Nesta carta a Hélio Oiticica, datada de 11 de novembro de 1974, Lygia evidencia a importância da terapia e da presença do corpo em sua reflexão de artista também implicada na maternidade: "Acabei a fase da mãe primitiva e agora estou descobrindo o homem. A fase final da mãe foi belíssima: me vi um enorme tigre comendo o Fedida e depois vi esse enorme tigre vomitar com grandes espasmos uma massa cor-de-rosa (...) aprendi a mamar o meu braço, pois nunca conheci o seio da mãe, e aí descobri coisas maravilhosas... o céu da boca é o que liga a sensação de mamar à sensação cósmica!".
Os instrumentos nas mãos de Lygia passavam a assumir poderes imprevisíveis e eram chamados por ela de Objetos Sensoriais. Tais objetos nunca foram vistos com bons olhos por psicanalistas franceses e brasileiros porque ela não tinha formação acadêmica na área. Clark, por sua vez, não deixava ninguém sem resposta. Questionava qualquer um que ousasse falar mal de seu trabalho que por trás tinha conceitos dos mais sofisticados e elaborados por ela mesma. Na medida em que amplia as possibilidades de percepção sensorial em seus trabalhos, a artista integra o corpo à arte, de forma individual ou coletiva.
A trajetória de Lygia Clark faz dela uma artista atemporal e sem um lugar muito bem definido dentro da História da Arte. Tanto ela quanto sua obra fogem de categorias ou situações em que podemos facilmente embalar; Lygia estabelece um vínculo com a vida, e podemos observar este novo estado nos seus "Objetos sensoriais, 1966-1968”: a proposta de utilizar objetos do nosso cotidiano (água, conchas, borracha, sementes), já aponta no trabalho de Lygia, por exemplo, uma intenção de desvincular o lugar do espectador dentro da instituição de Arte, e aproximá-lo de um estado, onde o mundo se molda, passa a ser constante transformação.
Em 1981, Lygia diminuiu paulatinamente o ritmo de suas atividades. Em 1983 foi publicado, numa edição limitada de 24 exemplares, o “Livro Obra", uma verdadeira obra aberta que acompanha, por meio de textos escritos pela própria artista e de estruturas manipuláveis, a trajetória da obra de Lygia desde as suas primeiras criações até o final de sua fase neoconcreta.

## Últimos anos e morte
Em 1986, realizou-se, no Paço Imperial do Rio de Janeiro, o IX Salão de Artes Plásticas, com uma sala especial dedicada a Hélio Oiticica e Lygia Clark. A exposição constituiu a única grande retrospectiva dedicada a Lygia Clark ainda em atividade artística. Em 25 abril de 1988, Lygia Clark faleceu de ataque cardíaco. Teve três filhos com Aluísio Clark Ribeiro: Álvaro, Eduardo e Elisabeth.

## Obras

### Máscara Abismo
Lygia Clark estabeleceu uma nova conexão com sua arte quando, no início da década de 1970, entrou em contato com o estudo da psique humana, a partir daí criou um novo rumo para se vivenciar a arte e passou a se concentrar no desenvolvimento de experiências sensoriais e seu uso terapêutico.
O questionamento cada vez mais profundo do estatuto do objeto de arte, do artista e do espectador; assim criando as máscaras sensoriais, essas obras que propõem uma experiência solitária. Na verdade, uma busca pelo autoconhecimento. Não há o contato com o outro, mas com seu próprio eu.
Uma das obras mais famosas de Lygia Clark é a Máscara abismo, ela tenta dar a experiência do seu órgão fora do seu corpo, e como um objeto qualquer pode ser acoplado a ele. A Máscara abismo era composta por um saco de rede sintética que envolve um saco plástico cheio de ar. Se colocava sobre rosto e sua extremidade prolongava-se sobre seu peito, como uma tromba de animal.
Esse trabalho a artista tenta substituir a experiência estética pela sensorial, incentivando o uso do tato, como ferramentas de transição que buscam estimular uma maior sensibilidade e libertação criativa, que servem para promover um mergulho na subjetividade, libertar o que Lygia chamava de “fantasmagorias do corpo”.
A máscara proporciona a quem a vestisse a sensação de estar caindo em um espaço vazio. Como a própria Lygia Clark aponta “O vazio que se apodera de mim só pode ser entendido sentindo e assim creio que sentindo posso entendê-lo, mas não resolvê-lo”.
Tocar, cheirar, apertar, sentir, interagir. Este era o propósito maior das obras de Clark. Entrar em contato com este novo universo artístico significa deixar um pouco de si e levar um pouco do que a artista desejava.

### Os Bichos
As obras “Bichos” de Lygia Clark, como feitas com metal unidas com dobradiças, fazendo com que as obras fiquem volumosas, dessa forma, Clark forma os bichos. São seres constituídos de várias formas de movimentos, estruturadas através da linha orgânica, que aparece como colunas vertebradas. Clark firma então um compromisso com a arte e a vida, fazendo-as aproximarem-se. Afirma que seus “bichos” têm vida própria.
“Um bicho não é apenas para ser contemplado e mesmo tocado. Requer relacionamento. Ele tem respostas próprias, e muito bem definidas para cada estímulo que vier a receber.”
Essas obras de Lygia Clark inspiram imaginação, como quando procuramos ver desenhos nas nuvens, pois seu geocentrismo não é, de forma alguma, frio. Entretanto, suas linhas dinâmicas suas posições variadas remetem ludicamente ao observador/interator a fazer associações formais com seres vivos em suas múltiplas configurações. A própria Lygia coloca nome em alguns com base no que representam em certo momento.

### Contra Relevo
A trajetória artística de Lygia Clark traz uma ideia de como se dá o processo de criação de um artista contemporâneo e de como vai amadurecendo seu trabalho. Percebemos a importância da linha orgânica nas investigações e pesquisas plásticas desta artista.
Há um momento em que Lygia Clark chega ao auge de sua arte e passa a “confundi-la” com a vida, rompendo uma tênue linha, o que a faz declarar-se “não-artista”, mas terapeuta. Consideramos os bichos como as obras que melhor representam esse “auge” antes da transição. A Obra Contra Relevo é uma obra da artista brasileira, ela incorpora como elemento plástico a moldura em suas obras como por exemplo, em composição n° 5. Suas pesquisas voltam-se para linha orgânica, que aparece na junção entre dois planos, como a que fica entre a tela e a moldura, em 1957 e 1959 ela realiza composições em preto e branco formadas por placas de madeira justapostas, recobertas com tinta industrial aplicada a pistola na qual a linha orgânica se evidencia na obra contra relevo. Vista tudo que li da artista o objetivo dela era estabelecer uma nova linguagem abstrata na arte brasileira fundou o neoconcretismo, a obra contra relevo é um pequeno quadro de compensado tem a dimensão de 55,5 x 55,5 x 4,5 cm com três figuras geométricas pintadas em preto e branco, a exploração da área frontal e a área lateral em formas com que o espectador pudesse olhar pelos lados chegando até o espaço interno, essencial para chegar até a tridimensionalidade de suas obras, a mesma foi criada em 1959, a obra em si tem a composição de tinta industrial sobre madeira.
A Lygia apresentou sua arte a primeira vez na Bienal de Artes Plásticas da Bahia no ano de 1966, em maio ela foi arrematada por US$ 2 225 milhões no leilão de arte latino-americana promovido pela Phillips em Nova York, alcançando recorde de preço para obra da artista brasileira em venda pública em 1966.

## Cronologia
- 1947/1950 - Vive no Rio de Janeiro.
- 1947 - Inicia aprendizagem artística com Burle Marx (1909-1994).
- 1950/1952 - Vive e estuda em Paris.
- 1950/1952 - Estuda com Fernand Léger (1881-1955), Arpad Szenes (1897-1985) e Isaac Dobrinsky (1891-1973).
- 1953- Retorna ao Rio de Janeiro.
- 1954/1956 - Integra o Grupo Frente, liderado por Ivan Serpa (1923-1973) e formado por Hélio Oiticica (1937-1980), Lygia Pape (1929-2004), Aluísio Carvão (1920-2001), Décio Vieira (1922-1988), Franz Weissmann (1911-2005) e Abraham Palatnik (1928), entre outros.
- 1954/1958 - Realiza a série Superfícies Moduladas e a série Contra-Relevos.
- 1958/1960 - Recebe em Nova York o Prêmio Internacional Guggenheim.

Lygia Clark com uma de suas obras em 1972.

- 1959 - É uma das fundadoras do Grupo Neoconcreto.
- 1960 - Leciona artes plásticas no Instituto Nacional de Educação dos Surdos, no Rio de Janeiro.
- 1960/1964 - Cria a série Bichos, construções metálicas geométricas que se articulam por meio de dobradiças e requerem a coparticipação do espectador.
- 1964 - Cria a proposição Caminhando, recorte em uma fita de Moebius praticado pelo participante.
- 1966 - Passa a dedicar-se à exploração sensorial, em trabalhos como A Casa É o Corpo.
- 1969 - Participa do Simpósio de Arte Sensorial em Los Angeles, nos Estados Unidos.
- 1970/1976 - Vive e trabalha em Paris.
- 1970/1975 - É professora na Faculté dArts Plastiques St. Charles, na Sorbonne, e seu trabalho converge para vivências criativas com ênfase no sentido grupal.
- 1973 - Realiza o documentário O Mundo de Lygia Clark com Eduardo Clark.
- 1973 - Criação da Proposição "Baba Antropofágica"
- 1976/1988 - Volta a residir no Rio de Janeiro.
- 1978/1985 - Passa a dedicar-se ao estudo das possibilidades terapêuticas da arte sensorial, trabalhando com os objetos relacionais.
- 1982 - Profere a palestra O Método Terapêutico de Lygia Clark, com Luiz Carlos Vanderlei Soares no Tuca, em São Paulo.
- 1983/1984 - Lançamento dos livros Livro-Obra, contendo propostas de Lygia Clark e confeccionado por Luciano Figueiredo e Rio Meu Doce Rio, com texto de Lygia Clark.
- 1985 - É apresentado o vídeo Memória do Corpo, de Mario Carneiro, sobre o trabalho da artista.
- 1989 - Exibição do vídeo Memória do Corpo, no Paço das Artes.

## Homenagens
Em 23 de outubro de 2015, em seu 95º aniversário de nascimento, Lygia foi homenageada pelo Google através de um Doodle.

## Recorde de valores
Em maio de 2013, a obra Contra Relevo foi arrematada, em Nova York, por US$ 2,2 milhões (R$ 4,5 milhões), tornando-se até aquele momento, a obra mais valiosa de um brasileiro vendida num leilão.
Em agosto de 2013, novamente sua obra, a Superfície Modulada nº 4, foi arrematada num leilão na Bolsa de Arte de São Paulo por R$ 5,3 milhões, batendo o recorde e tornando-se até aquele momento, a obra mais valiosa de um brasileiro vendida num leilão.